# Chiho Mushika
Chiho Mushika (jap. 六鹿千穂 Mushika Chiho; * 1. November 2001 in Aichi) ist eine japanische Tennisspielerin und die ältere Schwester der Zwillingsschwestern Mao und Mio Mushika, die ebenfalls professionell Tennis spielen.

## Karriere
Mio Mushika spielt bislang vorrangig Turniere der ITF Junior Tour und der ITF Women’s World Tennis Tour, wo sie bislang aber noch keinen Titel gewinnen konnte.

### College Tennis
Chiho Mushika spielte von 2019 bis 2023 für die Damentennismannschaft der Dons der University of San Francisco und 2023/24 für die Horned Frogs der Texas Christian University.